# 피스토이아
피스토이아(이탈리아어: Pistoia)는 이탈리아 토스카나주 피스토이아도에 있는 코무네이며, 현도이다. 피렌체에서 서쪽으로 30km 거리에 있다.

## 역사
피스토이아(라틴어로 가능한 다른 철자로는 피스토리움[Pistorium] 또는 피스토리애[Pistoriae])는 기원전 6세기에 로마 식민지를 거치기 이전 갈리아, 리구리아, 에트루리아의 중심지였으며, 중요한 카시아 가도를 따라, 기원전 62년에 선동정치가 루키우스 세르기우스 카틸리나와 그의 지지자들이 인근에서 참수되었다. 서기 5세기부터 이 도시는 주교국 소속이였으며, 롬바르디아 왕국 동안에는 왕실의 소유지였고 여러 성지 순례지도 있었다. 피스토이아의 황금기는 자치 코무네로 선안한 1177년에 시작되었으며, 다음 해에 성벽과 몇몇 정치, 종교 시설물이 지어지면서 중요한 정치 중심지가 되었다.
1254년에 피스토이아의 기벨린 세력이 피렌체의 구엘프 세력에게 장악당하며, "검은색"과 "하얀색" 세력으로 된 피렌체 구엘프 세력의 한 분파의 기원이 되었다. 피스토이아는 14세기에 카스트루초 카스트라카니가 루카를 위해 잠시 점령했던 잠깐의 기간을 제외하곤 피렌체의 지배하에 있었으며, 1530년에 공식적으로 피렌체에 합병되었다. 14세기 동안 오르마노 테디치가 이곳의 군주 중 한 명이였다. 단테는 그의
신의 저주로 뱀들에게 둘러싸여 있던 반니 푸치를 지옥에서 맞닥뜨리면서 피스토이아를 그의 고향이자 자유의 도시라고 신곡에서 언급한다.
이 도시의 가장 유명한 가문 출신 중 하나는 농업 지역 지주들이자 양털 대상들인 로스필리오시 가문이다. 로필리오시 가문은 1667년에 클레멘스 9세(1667–69)라는 이름으로 짧은 시간을 집권했던 줄리오 로스필리오시(Giulio Rospigliosi)를 교황으로 선출시켜냈다.
1786년에 유명한 얀센주의자 주교들의 종교회의가 피스토이아에서 열렸었다.
한 이론에 따르면, 피스토이아라는 명칭은 16세기에 이곳에서 생산되기 시작한 피스톨에서 유래했다고도 한다. 또한 피스토이아는 인근의 페시아와 같이 꽃 판매로도 유명하다.

## 자매 도시
- 루마니아 오네슈티
- 세르비아 크루셰바츠
- 프랑스 포
- 독일 치타우
- 일본 시라카와